# Kim Jong-suk
Kim Jong-suk (hangul: 김정숙; hanja: 金正淑; Hoeryong, 24 de dezembro de 1917 — Pyongyang, 22 de setembro de 1949) foi uma guerrilheira coreana, antijaponesa e ativista comunista. Foi a primeira esposa do líder norte-coreano Kim Il-sung, a mãe do ex-líder Kim Jong-il e a avó do atual líder Kim Jong-un.

## Biografia

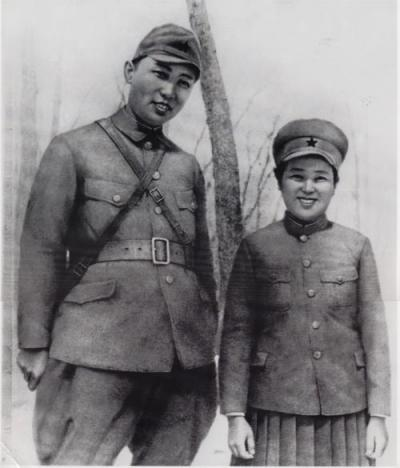
Kim Il-sung e Kim Jong-suk na União Soviética em 1941.

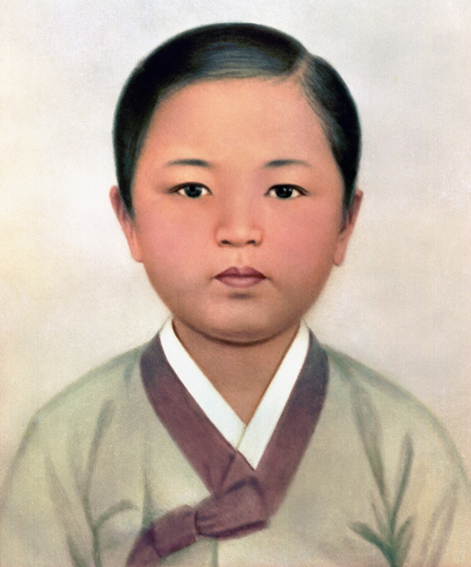
Kim Jong-suk quando criança.

Kim Jong-suk nasceu em 24 de dezembro de 1917 no condado de Hoeryong, província de Hamgyong Norte, durante a ocupação japonesa da Coreia. Suh Dae-sook escreve que ela era "a mais velha das duas filhas de um pobre fazendeiro". No entanto, a Agência Central de Notícias da Coreia afirma que ela tinha um irmão mais novo, Kim Ki-song, que nasceu em 9 de fevereiro de 1921.
Kim Jong-suk foi com sua mãe até a Manchúria para procurar seu pai, mas elas descobriram que ele já havia morrido lá. Logo depois disso, sua mãe morreu e ela se tornou órfã. A maioria das fontes concordam que Kim Jong-suk se juntou à força guerrilheira de Kim Il-sung em 1935 ou 1936 como ajudante de cozinha. A ACNC, no entanto, relata que Kim Jong-suk e Kim Ki-song juntaram-se às forças guerrilheiras depois que sua mãe e a esposa de seu irmão mais velho foram assassinadas pelos japoneses.
Durante esse tempo, Kim Jong-suk trabalhou em diversos empregos estranhos, foi presa pelos japoneses em 1937 em uma tentativa secreta de garantir alimentos e suprimentos. Depois de sua libertação, ela voltou aos guerrilheiros, onde cozinhou, costurou e lavou.
Foi nessa época que Kim Jong-suk supostamente salvou a vida de Kim Il-sung. Baik Bong conta a história da biografia oficial de Kim Il-sung:
"Um dia, enquanto a unidade estava marchando sob o comando do General (Kim Il-Sung), cinco ou seis inimigos inesperadamente se aproximaram através dos juncos e apontaram para o General. O perigo era iminente. Sem hesitar, a camarada Kim Jung Sook (Kim Jong-suk) protegeu o General com seu próprio corpo e derrubou um inimigo com seu revólver. O general também abateu o segundo inimigo. Dois revólveres dispararam fogo e aniquilaram o inimigo em um piscar de olhos. Mas esta não foi a única ocasião em que tais perigos ocorreram, e toda vez, a Camarada Kim Jung Sook enfrentou a fúria e protegeu a sede da revolução com a sua vida."

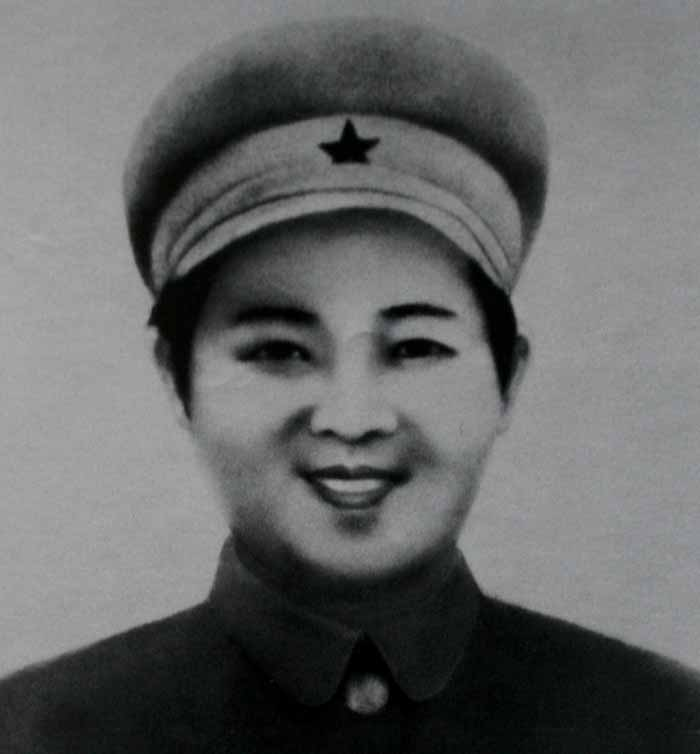
Kim Jong-suk em sua juventude.

Kim Jong-suk se casou com Kim Il-sung na União Soviética, provavelmente em 1941. Em 16 de fevereiro de 1941 (ou 1942, as fontes variam), na aldeia soviética de Vyatskoye, Kim Jong-suk deu à luz Kim Jong-il, que recebeu o nome russo "Yuri Irsenovich Kim" e o apelido de "Yura". Em 1944, Kim Jong-suk deu à luz a um segundo filho, Kim Man-il em coreano e "Alexander" ou "Shura" em russo. Em 1946, ela deu à luz a filha Kim Kyŏng-hŭi. Augustina Vardugina, uma mulher de Vyatskoye, era adolescente quando o grupo guerrilheiro de Kim Il-sung estava acampado lá. Ela se lembra de Kim Jong-suk e como ela ia à aldeia para trocar rações militares por frango e ovos. Seu filho, Kim Jong-il, estava segurando a mão dela.
Um ano após o estabelecimento da República Democrática Popular da Coreia (RPDC), foi reconhecida como a primeira dama da Coreia do Norte. De acordo com alguns relatos: "era uma mulher pequena e tranquila, não particularmente bem educada, mas sim amistosa e amante da vida". O Major General N.G. Lebedev, um executivo soviético durante a ocupação soviética da Coreia do Norte, lembrou dela como "uma senhora vivaz e generosa que sempre cozinhou enormes quantidades de comida para os famintos generais soviéticos quando visitaram a casa de Kim".

### Morte
Morreu em 1949, em Pyongyang. A história oficial é que ela morreu "das dificuldades que sofreu durante anos como guerrilheira". A história não oficial é que ela morreu no parto enquanto carregava um natimorto. Sua morte, contudo, é omitida de sua biografia oficial. Alguns dizem que ela morreu de tuberculose, e há outras histórias em que ela foi baleada e sangrada até a morte.

## Legado

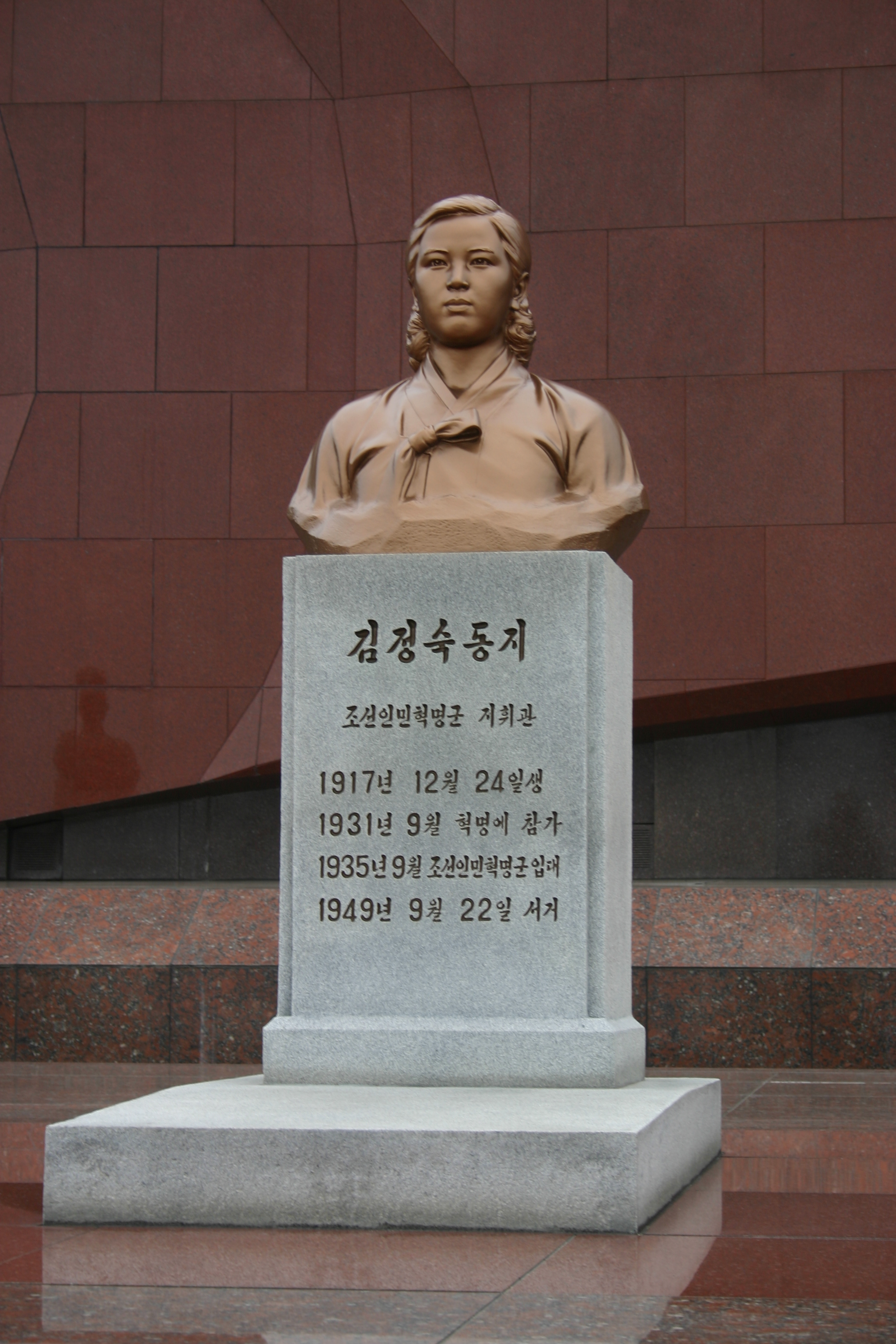
Túmulo de Kim Jong-suk no Cemitério dos Mártires Revolucionários.

Depois que Kim Jong-il sucedeu a Kim Il-sung, ele começou a transformar sua mãe, Kim Jong-suk, em "uma imortal revolucionária". Esta campanha criou "uma santíssima trindade conhecida como 'Três Generais'".  Em vez de elogiar Kim Jong-suk como a mulher quieta que era, ela se tornou a heroína da revolução. O site da Frente Democrática Nacional Anti-Imperialista (FDNCS) diz que ela era "uma heroína inigualável... uma heroína antijaponesa... uma fiel retentora que cumpriu fielmente a vontade do General Kim Il-sung, mas também um salva-vidas que salvaguardou o General de todo movimento perigoso."
Kim Jong-suk foi registrado por ter "conduzido sessões de orientação no local" e era uma "grande estrategista". Em sua cidade natal, Hoeryong, "um museu, uma biblioteca, uma estátua, uma praça e a casa em que ela nasceu é devotada à 'Mãe da Coreia'".
Michael Harrold, em seu livro de memórias Comrades and Strangers, conta várias histórias que ouviu sobre Kim Jong-suk enquanto estava na Coreia do Norte. Segundo ele, há um memorial perto do Monte Kumgang que marca onde Kim Jong-suk parou "quando percebeu que havia esquecido de trazer o almoço do Grande Líder, e voltou para preparar algo para comer quando Kim Il-sung voltasse das montanhas". Kim Jong-suk também é creditada por inspirar Kim Jong-il a construir o Hotel Ryugyong. Harrold conta que Kim Jong-suk disse ao jovem Kim Jong-il que ele "deve construir prédios altos para o povo, de 30 ou até 40 andares", e o filho respondeu que construiria uma casa de cem andares. Isso levou à construção do Hotel Ryugyong, com seus 105 andares, ainda não está aberto e é apelidado de 'hotel condenado' e 'hotel fantasma'.
Em 1 de junho de 2015, o Daily NK informou que a aliança de Kim Jong-suk desapareceu do Museu da Revolução Coreana de Pyongyang em algum momento do final de maio. Itens pertencentes a figuras-chave da família Kim são de grande importância. Em 2010, a televisão estatal exibiu um programa dedicado à história por trás do anel, que foi, supostamente, dado a ela por Kim Il-sung em 1938 por seu papel no movimento guerrilheiro antijaponês.

### Nas notícias norte-coreanas

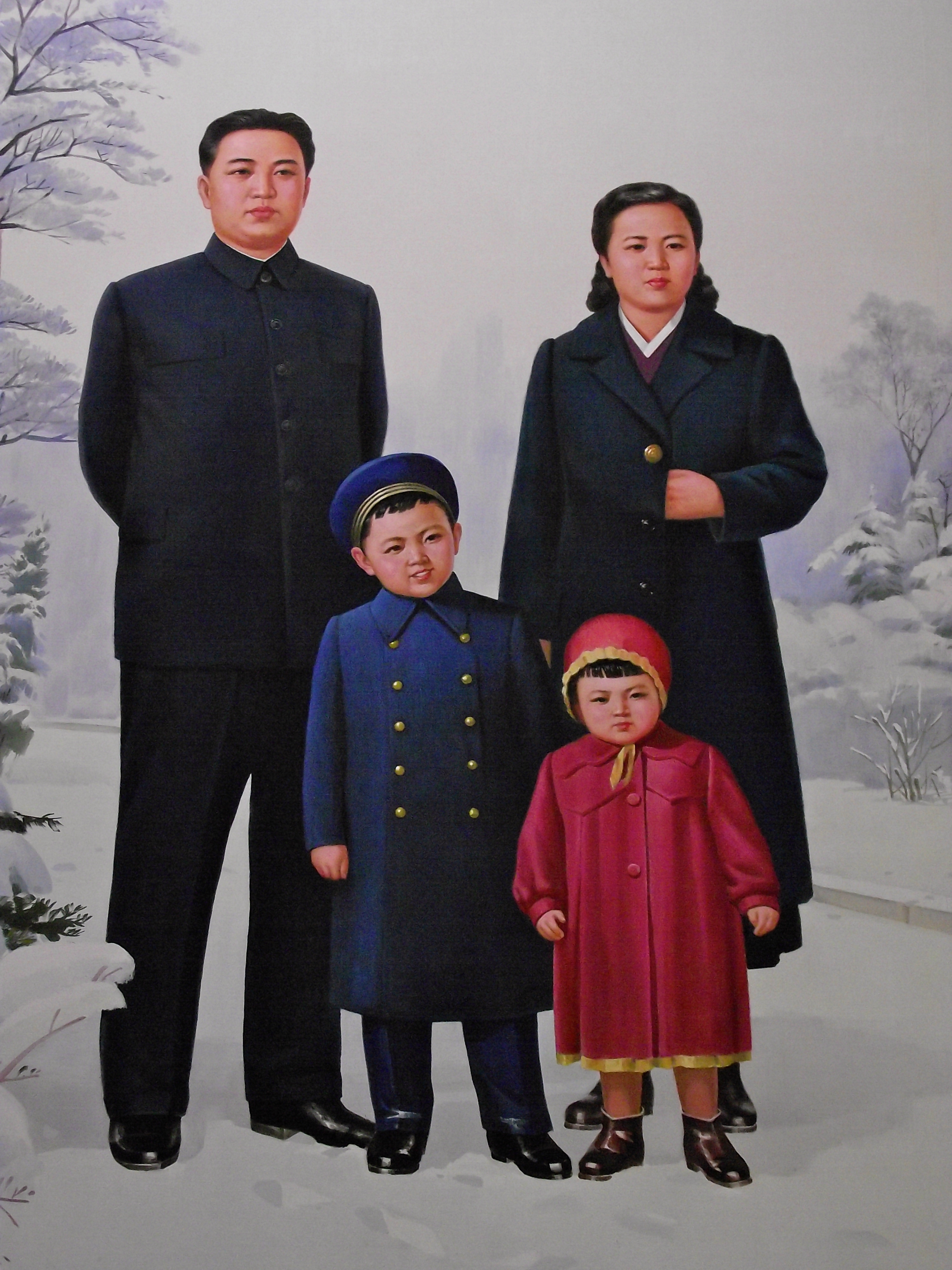
Kim Jong-suk reverenciada como a mãe de Kim Jong-il. Também são retratados Kim Il-sung e Kim Kyong-hui.

Nas notícias norte-coreanas a ACNC regularmente relata a Kim Jong-suk, honrando sua memória ou descrevendo suas atividades revolucionárias. A seguir estão manchetes de artigos de 2012 relacionados a Kim Jong-suk:
- Encontro Nacional no Dia Internacional da Mulher: "Kim Jong Suk, uma heroína de guerra antijaponesa, manteve a ideia original e a política de Kim Il Sung e realizou proezas distintas no desenvolvimento do movimento pela emancipação feminina na Coreia." (8 de março de 2012)[14]
- Réplica de Cera de Kim Jong Suk Exibida: "Um salão com uma réplica em cera da heroína de guerra antijaponesa, Kim Jong Suk, foi aberto na Exposição Internacional da Amizade na República Popular Democrática da Coreia na terça-feira." (26 de abril de 2012)[15]
- Escultura de cera dedicada a grande mulher: "Ela executou tarefas políticas secretas designadas por Kim Il Sung" e "Ela criou Kim Jong Il como a Estrela Brilhante do Monte Paektu para manter a salvação da revolução coreana".[16] As autoridades do governo Kim Ki Nam, o secretário do PTC Choe Thea Bok, Yang Hyong Sop e o general do EPC, Pak Jae Gyong, fizeram declarações durante a dedicação. (5 de maio de 2012)[16] Zhang Molei, diretor do Great Man Wax Museum da China, também fez um discurso.[16]
- Colina Moran Associado à Vontade Patriótica das Pessoas Inigualáveis: "Em 2 de março de 1946, o presidente Kim Il-sung, o líder Kim Jong-il e a comandante do Monte Paektu Kim Jong-suk subiram juntos a colina."[17]
- Coleção de Anedotas de Música "Mãe e Canção" Publicado: "A coleção contém quatro partes de 95 anedotas sobre o heroína de guerra antijaponesa Kim Jong-suk que lutou, considerando as músicas como uma poderosa espada valiosa junto com os braços da revolução e um apêndice de música de canções relevantes." (18 de julho de 2012)[18]
- Batalha Revolucionária de Pujon Site da RPDC Introduzido por ITAR-TASS: Os eventos do Local de Batalha Revolucionária de Pujon, "onde Kim Jong Suk, um modelo de defesa devota do líder, empreendeu atividades revolucionárias".(7 de agosto de 2012)[19]
- A vida de Kim Jong-suk louvada pelas organizações estrangeiras: "Uma organização brasileira e um órgão regional publicaram artigos especiais em seus sites da Internet por ocasião do 63º aniversário da morte de Kim Jong-suk, heroína de guerra antijaponesa."(2 de outubro de 2012)[20]